# 99-я лёгкая пехотная дивизия (вермахт)
99-я лёгкая пехотная дивизия (нем. 99. Leichte-Infanterie-Division) — тактическое соединение сухопутных войск вооружённых сил нацистской Германии периода Второй мировой войны. 22 октября 1941 года была преобразована в 7-ю горнострелковую дивизию.

## История
99-я лёгкая пехотная дивизия была сформирована 16 ноября 1940 года во 7-м военном округе в Бад-Киссингене в ходе 12-й волны мобилизации Вермахта на базе подразделений 17-й и 46-й пехотных дивизий. С июня 1941 года дивизия воевала на южном участке советско-германского фронта. 22 октября 1941 года была преобразована в 7-ю горнострелковую дивизию.

## Местонахождение
- с декабря 1940 по июнь 1941 (Германия)
- с июня 1941 по июль 1942 (СССР)

## Подчинение
- 17-й армейский корпус 6-й армии группы армий «Юг» (1 июля — 22 октября 1941)

## Командиры
- генерал-лейтенант Курт фон дер Шевалери (16 ноября 1940 — 22 октября 1941)

## Состав
- 206-й пехотный полк (Infanterie-Regiment 206)
- 218-й пехотный полк (Infanterie-Regiment 218)
- 82-й артиллерийский полк (Artillerie-Regiment 82)
- 99-й сапёрный батальон (Pionier-Bataillon 99)
- 99-й противотанковый дивизион (Panzerjäger-Abteilung 99)
- 99-й отряд материального обеспечения (Nachschubtruppen 99)
- 99-й полевой запасной батальон (Feldersatz-Bataillon 99)